# Céréopse cendré
Cereopsis novaehollandiae
 (avril 2023).
Si vous disposez d'ouvrages ou d'articles de référence ou si vous connaissez des sites web de qualité traitant du thème abordé ici, merci de compléter l'article en donnant les références utiles à sa vérifiabilité et en les liant à la section « Notes et références ».
Genre
Espèce
Répartition géographique
Statut de conservation UICN

 LC  : Préoccupation mineure
Le Céréopse cendré (Cereopsis novaehollandiae) est une espèce d'oiseaux de la famille des Anatidés. C'est la seule espèce du genre Cereopsis. Cet ansériné (la sous-famille des cygnes et des oies) est en réalité apparenté au Coscoroba blanc.

## Description
C'est une espèce trapue au plumage gris uni. Elle mesure entre 75 et 100 cm de longueur pour une envergure de 150 à 190 cm. Elle est pèse de 3 à 7 kg. Le bec est muni d'une cire vert pâle qui cache presque toute la mandibule supérieure. Les femelles lancent des grognements porcins assez graves. C’est la raison pour laquelle on surnomme cet oiseau l'oie-cochon.
L'oiseau est parfois en anglais appelé pig goose « oie cochon » en raison de son cri particulier.

## Habitat
Cet oiseau fréquente les plaines côtières et les lacs d'eau douce ou saumâtre d'Australie méridionale.

## Biologie
C'est une espèce sociable bien que les adultes défendent vigoureusement leurs nids contre les autres individus de l'espèce. Le couple est fidèle pour la vie, la reproduction ayant lieu entre décembre et février.
Elle se nourrit en broutant dans les prairies et ne nage que rarement.

## Populations

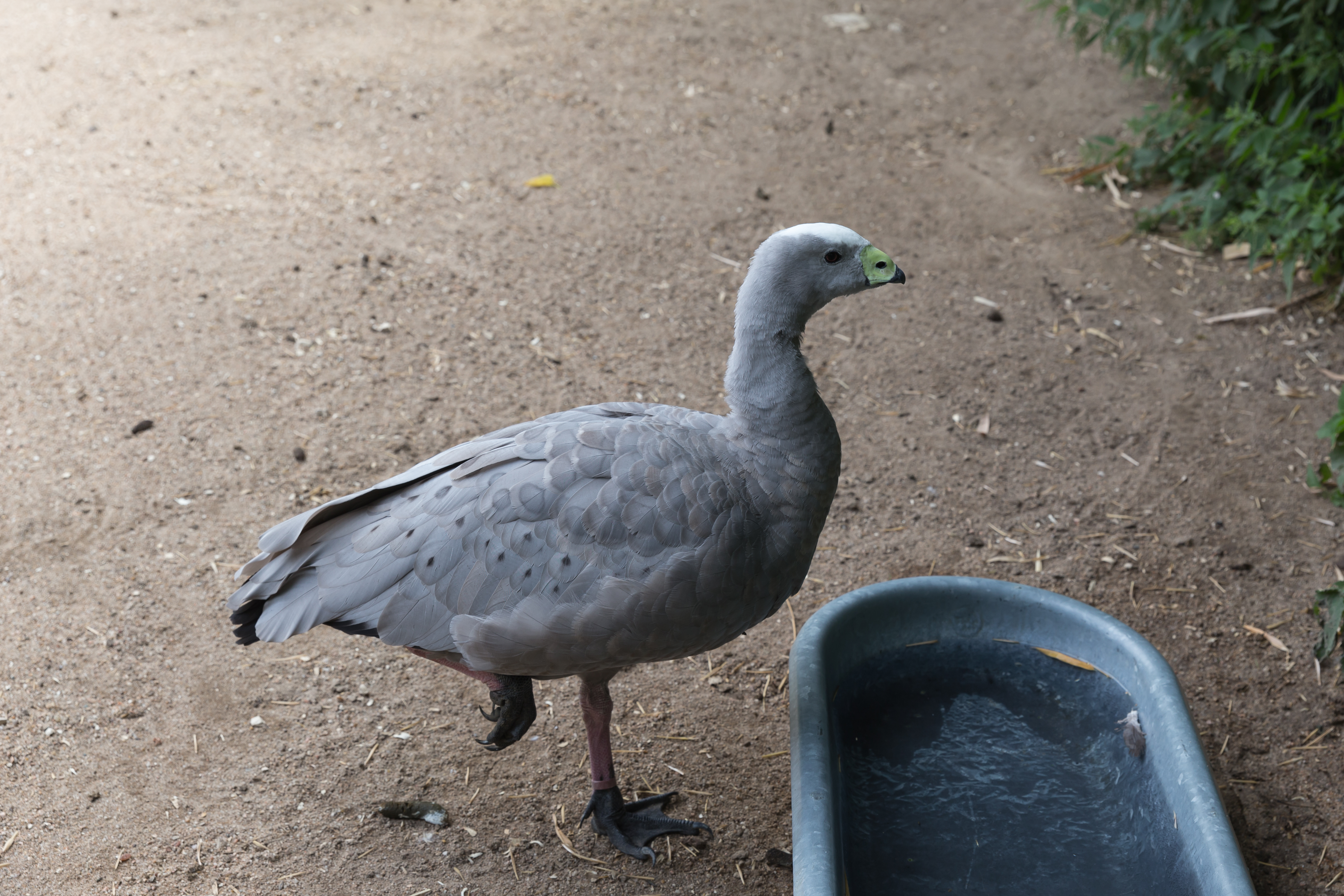
au ZooParc de Beauval

Le céréopse cendré a une population comprise entre 16 000 et 18 000 individus ; l'espèce n'est pas menacée.

## Sous-espèces
Selon la classification de référence du Congrès ornithologique international (15.1, 2025) :

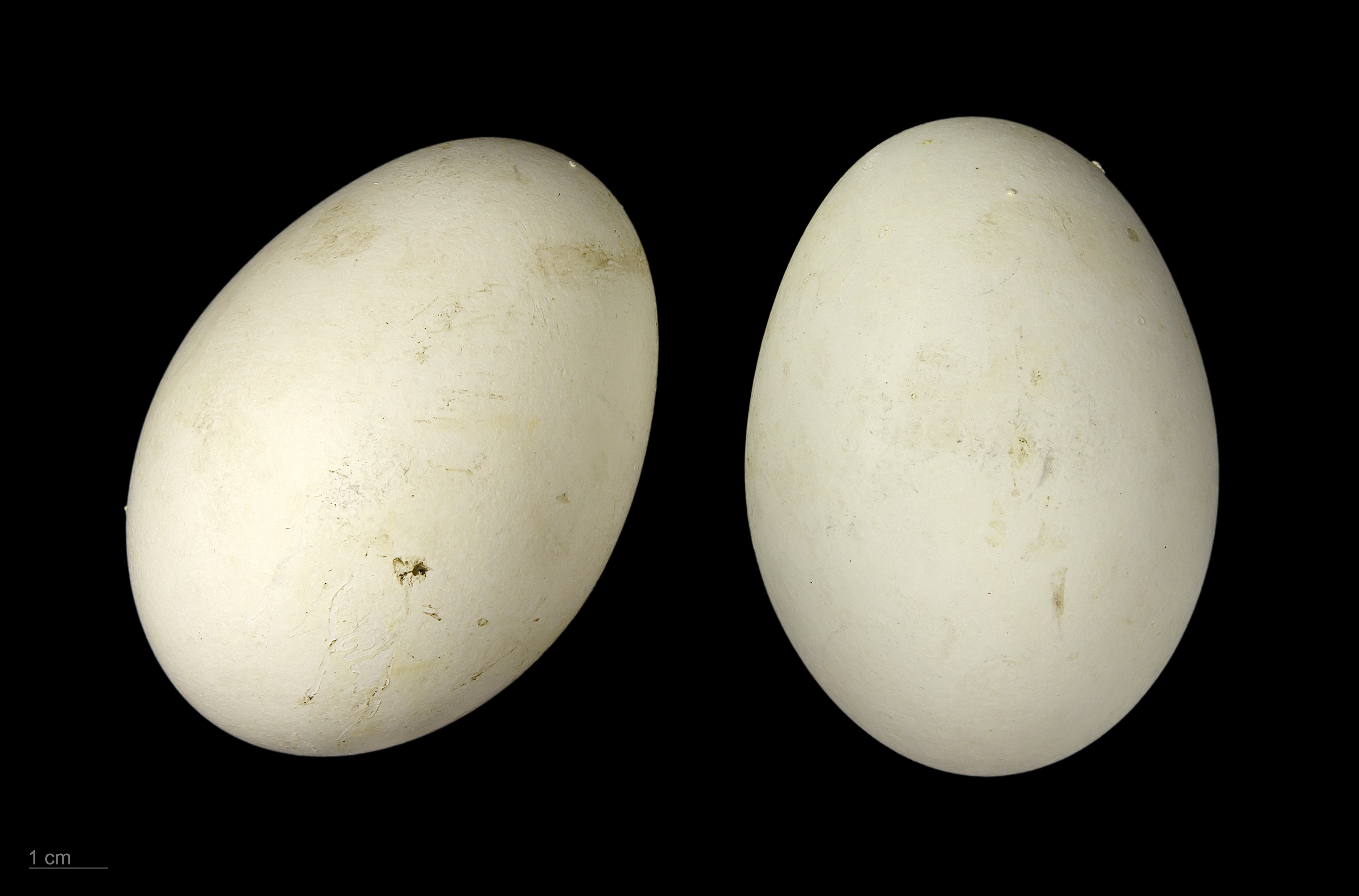
Cereopsis novaehollandiae - MHNT

- Cereopsis novaehollandiae novaehollandiae Latham, 1801 — litoral sud-est australien ;
- Cereopsis novaehollandiae grisea (Vieillot, 1818) — archipel de la Recherche et zones côtières à proximité.